# Coccidae

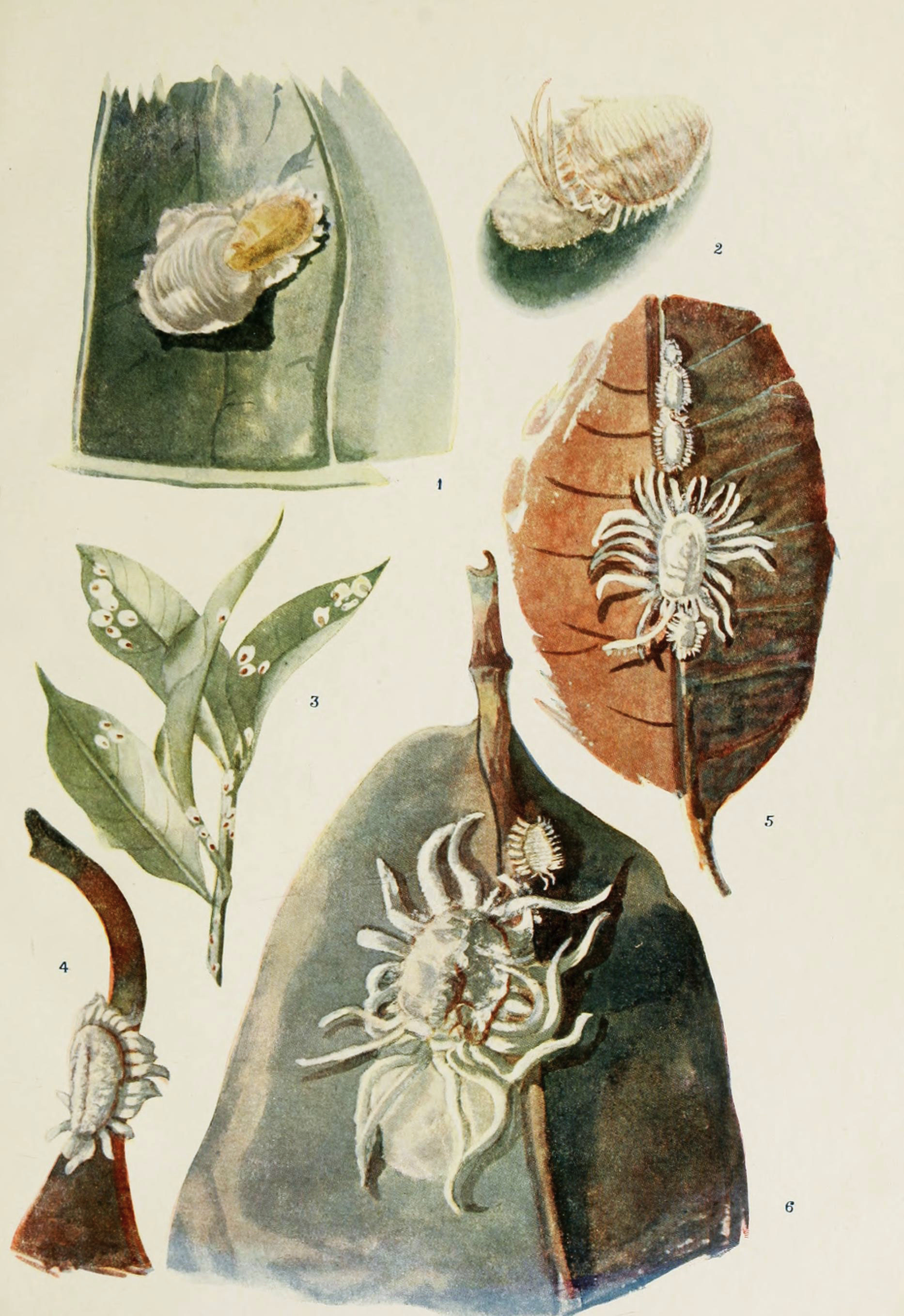
Coccidae, Harold Maxwell-Lefroy

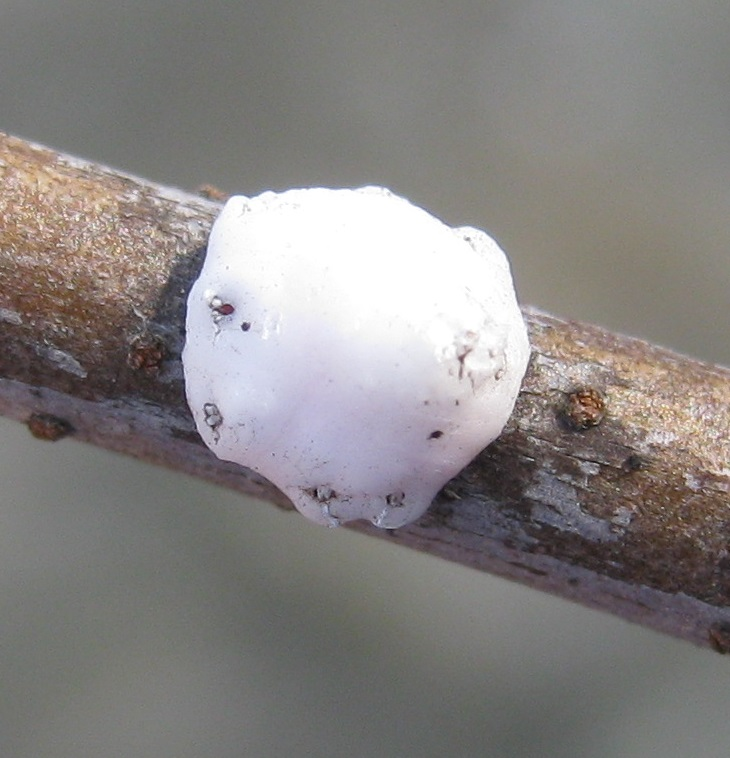
Escama cerosa de Ceroplastes cirripediformis

Coccidae es una familia de insectos en la superfamilia Coccoidea. Las hembras son planas alargadas con cuerpos ovalados y con integumento liso que puede estar cubierto con cera. En algunos géneros poseen patas, pero en otros no; las antenas pueden ser cortas o ausentes. Los machos pueden ser alados o ápteros.

## Géneros
La familia Coccidae es muy numerosa, comprende cerca de 1150 especies repartidas en 165 géneros:
- Acantholecanium
- Acanthopulvinaria
- Akermes
- Alecanium
- Alecanochiton
- Alecanopsis
- Alichtensia
- Allopulvinaria
- Anopulvinaria
- Antandroya
- Anthococcus
- Aphenochiton
- Austrolecanium
- Austrolecanium
- Avricus
- Aztecalecanium
- Bodenheimera
- Cajalecanium
- Cardiococcus
- Ceronema
- Ceroplastes
- Ceroplastodes
- Chlamydolecanium
- Cissococcus
- Coccus
- Conofilippia
- Couturierina
- Cribrolecanium
- Cribropulvinaria
- Cryptes
- Cryptinglisia
- Cryptostigma
- Crystallotesta
- Ctenochiton
- Cyclolecanium
- Cyphococcus
- Dermolecanium
- Dicyphococcus
- Didesmococcus
- Differococcus
- Drepanococcus
- Edwallia
- Epelidochiton
- Ericeroides
- Ericerus
- Eriopeltis
- Etiennea
- Eucalymnatus
- Eulecanium
- Eumashona
- Eutaxia
- Exaeretopus
- Filippia
- Fistulococcus
- Gascardia
- Hadzibejliaspis
- Halococcus
- Hemilecanium
- Houardia
- Idiosaissetia
- Inglisia
- Kalasiris
- Kenima
- Kilifia
- Kozaricoccus
- Lagosinia
- Lecaniococcus
- Lecanochiton
- Lecanopsis
- Leptopulvinaria
- Lichtensia
- Loemica
- Luzulaspis
- Maacoccus
- Magnococcus
- Mallococcus
- Mametia
- Marsipococcus
- Megalecanium
- Megalocryptes
- Megapulvinaria
- Megasaissetia
- Melanesicoccus
- Membranaria
- Mesembryna
- Mesolecanium
- Messinea
- Metaceronema
- Metapulvinaria
- Millericoccus
- Milviscutulus
- Mitrococcus
- Myzolecanium
- Nemolecanium
- Neolecanium
- Neolecanochiton
- Neoplatylecanium
- Neopulvinaria
- Neosaissetia
- Octolecanium
- Palaeolecanium
- Paracardiococcus
- Paractenochiton
- Parafairmairia
- Paralecanium
- Parapulvinaria
- Parasaissetia
- Parthenolecanium
- Peculiaricoccus
- Pendularia
- Perilecanium
- Pharangococcus
- Philephedra
- Phyllostroma
- Physokermes
- Platinglisia
- Platylecanium
- Platysaissetia
- Plumichiton
- Poaspis
- Podoparalecanium
- Poropeza
- Pounamococcus
- Prionococcus
- Prococcus
- Protopulvinaria
- Pseudalichtensia
- Pseudocribrolecanium
- Pseudokermes
- Pseudophilippia
- Pseudopulvinaria
- Psilococcus
- Pulvinaria
- Pulvinariella
- Pulvinarisca
- Pulvinella
- Rhizopulvinaria
- Rhodococcus
- Richardiella
- Saccharolecanium
- Saissetia
- Schizochlamidia
- Scythia
- Sphaerolecanium
- Stenolecanium
- Stictolecanium
- Stotzia
- Suareziella
- Symonicoccus
- Taiwansaissetia
- Takahashia
- Takahashilecanium
- Tectopulvinaria
- Tillancoccus
- Torarchus
- Toumeyella
- Trijuba
- Udinia
- Umbonichiton
- Umwinsia
- Vinsonia
- Vittacoccus
- Waricoccus
- Waxiella
- Xenolecanium

Géneros de particular importancia, por el número de especies, difusión e importancia económica, son: Coccus, Ceroplastes, Saissetia, Pulvinaria, Eulecanium.